# Station Wandsworth Common
Wandsworth Common is een spoorwegstation van National Rail in Wandsworth in Engeland. Het station is eigendom van Network Rail en wordt beheerd door Southern. 